# Fresach
Fresach è un comune austriaco di 1 250 abitanti nel distretto di Villach-Land, in Carinzia. Nel 1964 ha inglobato il comune soppresso di Mooswald, tranne la località di Gschriet assegnata a Ferndorf.
All'inizio del XVI secolo, la maggioranza della popolazione divenne protestante. Anche dopo la Controriforma, che costrinse la conversione alla Chiesa cattolica, molti rimasero segretamente fedeli alla loro fede (cripto-protestanti). Dopo la Patente di tolleranza dell'imperatore Giuseppe II, nel 1782 fu nuovamente fondata una parrocchia protestante a Fresach. La prima scuola fu costruita nel 1787.